# Enzo Pérez
Enzo Nicolás Pérez (Maipú, 1986. február 22. –) argentin válogatott labdarúgó. Posztját tekintve középpályás. Jelenleg a River Plate játékosa, ahova 2017 júniusában igazolt.

## Sikerei, díjai
- Godoy Cruz
  - Primera B Nacional (1): 2005-06
- Estudiantes
  - Libertadores-kupa győztes (1): 2009
  - Argentin bajnok (1): 2010 Apertura
  - FIFA-klubvilágbajnokság döntős: 2009
  - Recopa Sudamericana döntős: 2010
- Benfica
  - Portugál bajnok (1): 2013–14
  - Portugál kupagyőztes (1): 2013–14
  - Portugál ligakupagyőztes (1): 2013–14
  - Supertaça Cândido de Oliveira: 2014
  - Európa-liga második helyezett (2): 2012–13, 2013–14